# Фарнаджом
Фарнаджом (груз. ფარნაჯომი) — четвертий цар Іберії (109—90 до н. е.) з династії Фарнавазідів, якого згадували середньовічні грузинські літописці. Вважається, що він успадкував своєму батькові Міріану 109 року до н. е. За реконструкцією Мелікішвілі він був сучасником царя Великої Вірменії Арташеса I та правив у першій половині II століття до н. е.
Фарнаджом запам'ятався своєю прихильністю до культу божества Задені та будівництвом храму на його честь. Його релігійні реформи спричинили повстання, під час якого Фарнаджом загинув, а корона перейшла до його зятя Аршака I — сина царя Великої Вірменії. Його син Мірван, вихований при парфянському дворі, повернув собі престол за 60 років після загибелі батька.